# Wilhelm Bolte (Bildhauer)

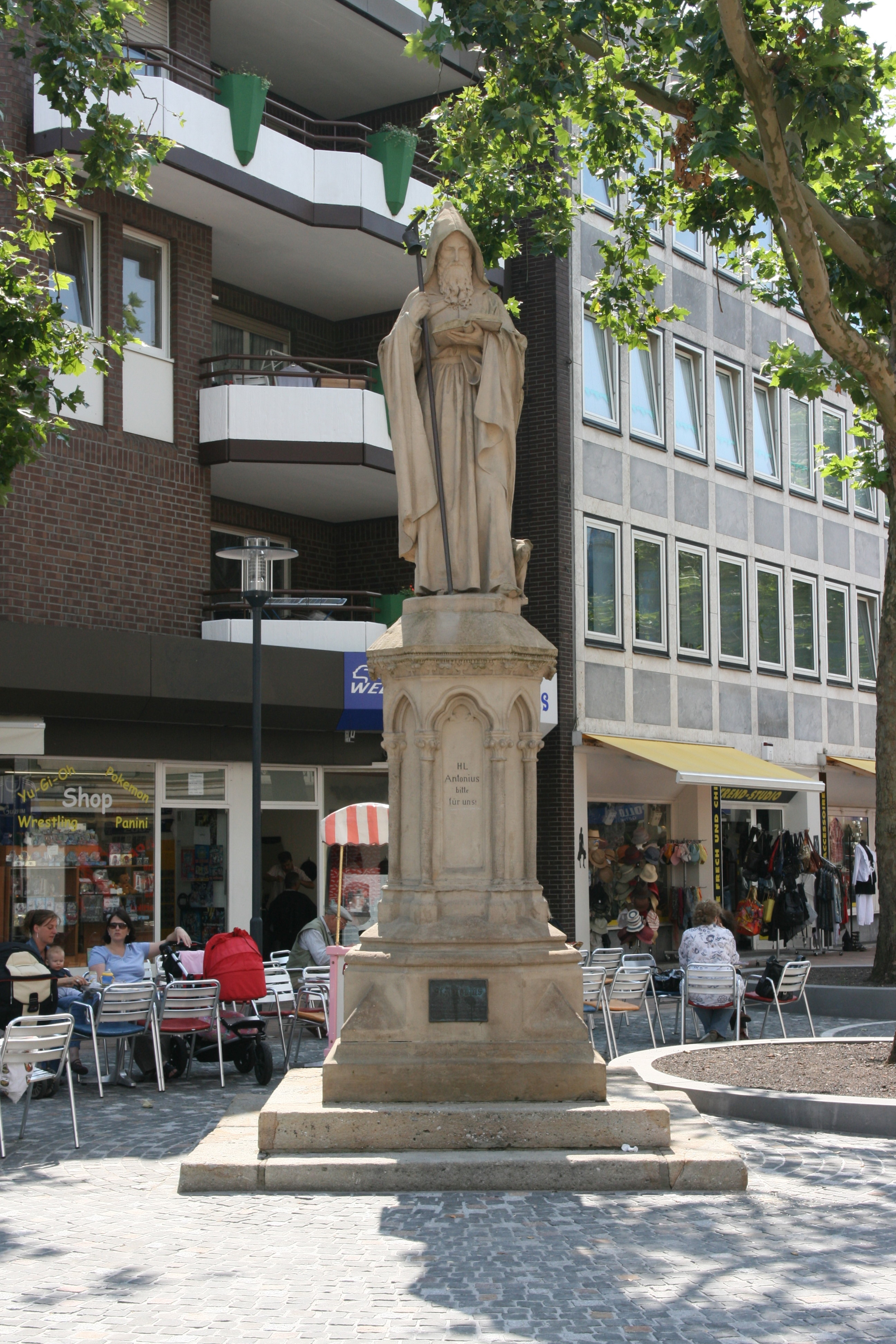
St. Antonius-Denkmal in Herten

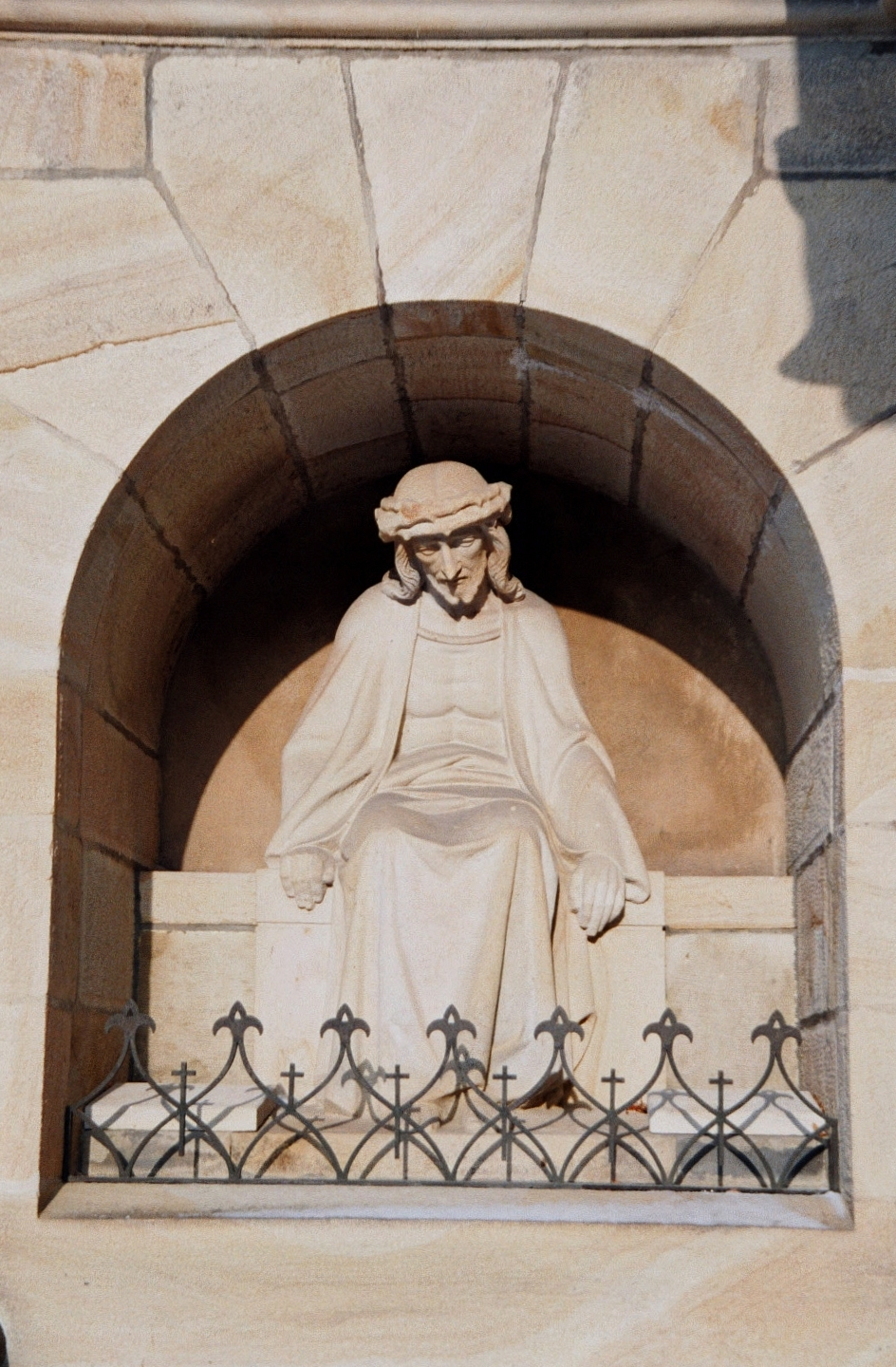
Ecce Homo in Mettingen

Wilhelm Bolte (* 25. Mai 1859 in Münster; † 25. Juli 1941) war ein deutscher Bildhauer.
Wilhelm Bolte studierte von 1881 bis 1886 an der Kunstakademie in Berlin. Er war Schüler der Münsteraner Bildhauer August Schmiemann und Heinrich Fleige. Bolte war hauptsächlich im heimischen Raum mit sakralen Werken tätig. 1905 schuf er Zur Erinnerung  an den Westfälischen Frieden 1648 ein Denkmal, das bis zum Ersten Weltkrieg auf der Aegidiischanze in Münster stand. Ein weiteres Denkmal aus seinem Atelier war das Denkmal für den Priester und Ornithologen Bernard Altum an der Kreuzschanze in Münster. Für das Renaissanceportals des Landesmuseum Münster schuf Bolte 1909 die allegorische Figur der Kunst.

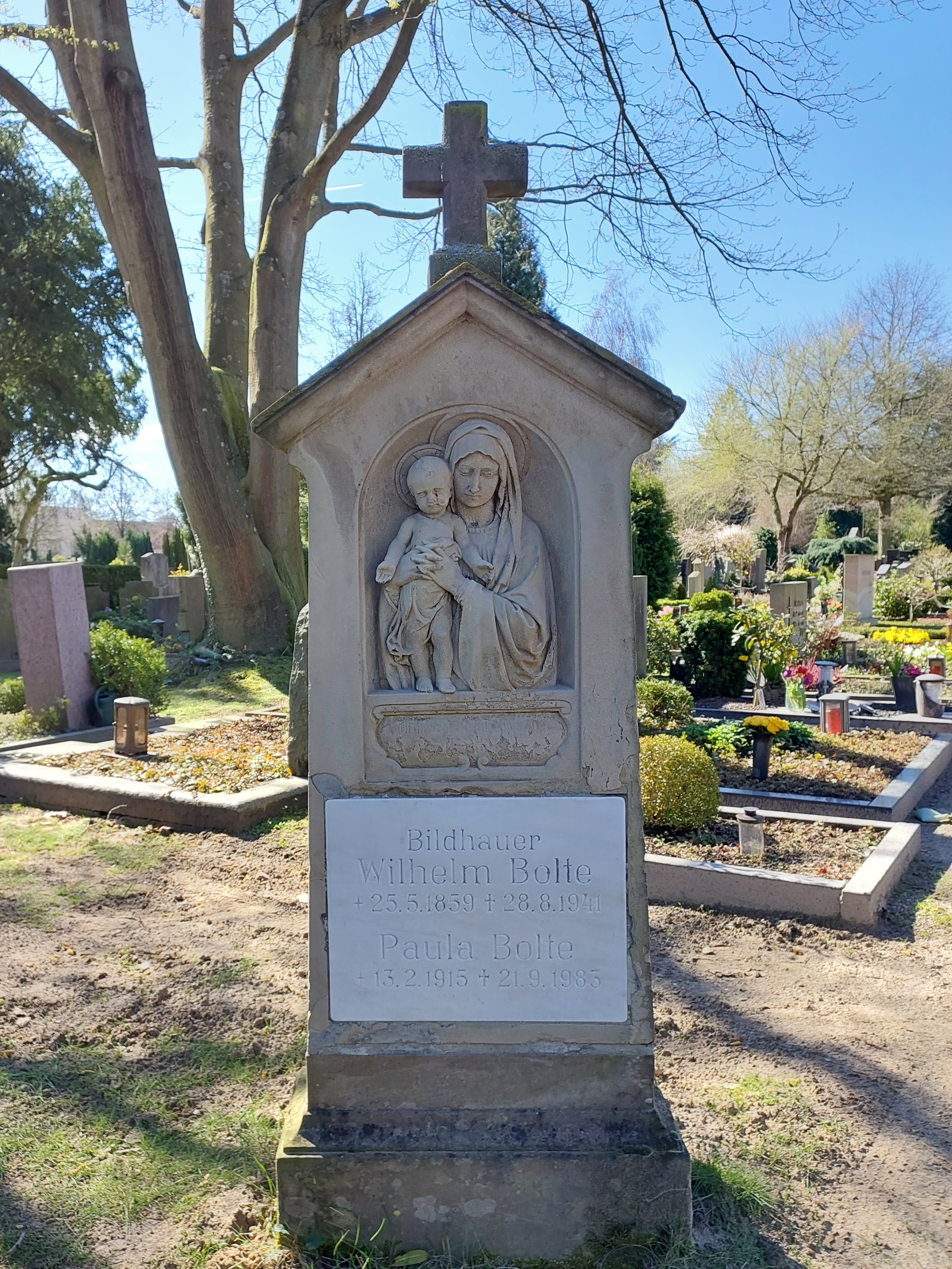
Grabmal auf dem Zentralfriedhof Münster

Sein Grab befindet sich auf dem Zentralfriedhof Münster. Der Grabstein besteht aus Sandstein mit einem Hochrelief der Mutter Gottes mit Jesuskind. Auf der angebrachten Platte mit dem Namen und den Datumsangaben ist irrtümlich das falsche Sterbedatum 28. August 1941 angegeben. Bolte verstarb im Alter von 82 Jahren am 25. Juli 1941.

## Werke (Auswahl)
- 1885/1890: Krippe der Kirchengemeinde St. Anna in Twistringen[4]
- 1899/1900: Hauptportal der Kirche St. Aposteln in Dortmund[5]
- 1903: St.-Antonius-Denkmal, Herten, Antoniusstraße
- 1906: Kriegerdenkmal, Marktplatz Warendorf
- 1934: Skulptur Ecce Homo, Pfarrkirche St. Agatha Mettingen[6]
- Skulpturen am Portal des neugotischen Turms der Lambertikirche in Münster
- Kreuzweg in der ehemaligen Dominikanerkirche in Münster[7]
- Reinoldus-Statue im Alten Rathaus, Dortmund[8]
- Pieta nach Achtermann und Reliefbilder im Chorraum in St. Joseph (Münster)